# 鄭孟霞
鄭孟霞（英語：Cheng Mang-ha，1912年—2000年11月30日），香港著名粵劇劇作家唐滌生之妻，上海京劇名伶、京劇青衣，擅長舞蹈，年輕時風華卓絕、舞藝超群，是上海演藝知名人士。

## 生平
鄭孟霞生於江蘇省上海縣（今上海市）一個富裕家庭，其父親為經營代理「勝家」衣車的生意，兼任勝家衣車在中國東南五省的總經理。父親有妻妾十人，她是庶室之女，十一歲時日本籍的母親時因肺病逝世。之後她被送到上海啟明女子中學寄宿。由於她不懂上海話，在上海唸書遇到不少困難，興趣漸漸轉向唱歌與跳舞，成為上海名流界中紅人。鄭孟霞與英文《體育周刊》的記者陳高聰拍檔參加了1934年6月的全上海舞蹈大賽，奪得冠軍，之後前赴世界各地表演。1934年12月1日，第99期《良友畫報》的「標準女性」設計圖，鄭孟霞被形容為「舞藝超群」。
鄭孟霞戰前在上海演京劇，是演青衣的京劇名伶。約1939年開始在香港拍電影，1939年和1940年與薛覺先合作演《姑缘嫂劫》及《銀燈照玉人》。她當年是個時代女性，常開著跑車出入酒店飲茶。
根據粵劇學者陳守仁教授估計，鄭孟霞與唐滌生應在1937年至1939年間，因同在覺先聲劇團共事而認識。 1942年，正值香港淪陷時期，唐滌生與鄭孟霞結婚。 鄭孟霞在接受訪問時稱，她是在香港淪陷時期開始演粵劇。1947年，粵劇泰斗薛覺先和她在電影名劇《新白金龍》中，分別飾演男主角白金龍和女主角張玉娘。
1950年代初，香港首間商營廣播電台麗的呼聲成立，唐滌生、鄭孟霞都在麗的呼聲工作。鄭孟霞主持的《戲劇生涯》節目，逢星期一及星期四晚上8時45分，在香港麗的呼聲的銀色電台播放。 1957年5月，香港首間有線電視台麗的映聲啟播，鄭孟霞也轉到麗的映聲擔任編劇和導演。
1959年9月14日晚上，唐滌生的新作《再世紅梅記》在利舞臺首演，當演至第四場《脫阱救裴》時，唐滌生因腦溢血昏倒，翌日逝世，终年42歲。為了生活，鄭孟霞在1970年代後期加入無綫電視拍電視劇，成為專飾演老人家角色的甘草演員，為人熟悉的是由1981年至1986年播出，一共有1400多集的處境劇集香港81至香港86系列，當中鄭孟霞飾演「垃圾婆」六婆的角色，深入民心。1986年，已過世多年的唐滌生獲香港電台追頒十大中文金曲金針獎（樂壇最高榮譽大獎），獎項由鄭孟霞以遺孀身份代領。  1989年，鄭孟霞把唐滌生的34套作品，以十萬港元轉售給娛樂唱片公司（根據香港版權法，作品面世後的擁有權為50年）。1980年代至1990年代初，她住在沙田第一城。到了晚年，她體弱多病，寄住寶血老人院。
2000年11月30日，鄭孟霞因氣促於寶血醫院逝世，享年88歲，女兒唐晶由加拿大回港為母親辦理身後事。

## 對粵劇的影響
鄭孟霞對唐滌生的作品有很大影響，她對京劇和舞蹈等的知識修養，對唐滌生的編劇工作有很大的啟發和幫助，因鄭孟霞善於舞蹈及京劇，並經常把京崑的手法，唱腔，身段等技巧，向唐示範。唐把這多種元素融入粵劇中。在香港日佔時期，唐滌生編寫了120多部粵劇，所編的劇目大部份是袍甲戲和改編京劇的作品，代表作有《落霞孤鶩》和 《白楊紅淚》等。 曾在香港日佔時期，鄭曾演出過唐滌生所寫的78套粵劇，是演出唐劇最多的演員之一，唐鄭兩人是日佔時期香港粵劇的兩根支柱。因為鄭孟霞是上海京劇名旦，擅長舞蹈，所以唐為她所編寫的劇本，多是從京劇改編，如《水淹泗州城》和《霸王別虞姫》等 。 
鄭孟霞提倡粵劇改革。她主張廢除膠片戲服，她認為「膠片比刺繡貴，又沉重，把老倌壓得身段也不靈了」「中國傳統的顧繡多麼美麗，大戲既多才子佳人，你想像幕一拉開，一片古典而清逸的佈景中，走出一對雅淡顧繡的才子佳人，那才眞的有古典詩詞的意境。」她亦反對花旦滿頭金釵珠翠，因會使頭部轉動不靈。

## 個人生活
- 鄭孟霞於1942年與唐滌生結婚，二人育有兩女，其中一個女兒名唐晶。另外，唐滌生和前妻薛覺清，育有一子一女。

## 演出作品

### 電影
- 大地主 (1939)
- 冤鬼復仇記 (1939)
- 女響導之秘密 (1939)
- 俠血英魂 (1939)
- 姑緣嫂劫 (1939)
- 差利遇攝青鬼 (1939) ... 女攝青鬼
- 大地回泰 (1940) ... 麥愛琳
- 血濺桃花扇 (1940)
- 銀燈照玉人 (1940)
- 魚腸劍 (1940) ... 專諸妻娛嫻
- 趙子龍 (1940)
- 亂世佳人 (1941) ... 曼玲
- 錦繡前程 (1941)
- 寶劍明珠 (1941)
- 男人心 (1941)
- 花好月圓 (1941)
- 人海飄零 (1943)
- 情燄 (1946)
- 亂世佳人 (1947)
- 第一號戰犯 (1947)
- 我為卿狂 (1947)
- 情深恨更深 (1947) ... 顏冰冰
- 小夫妻 (1947) ... 梅素霏
- 紅樓鬼影 (1947)
- 卿本佳人 (1947) ... 陳玲
- 新白金龍 (1947) ... 張玉娘
- 恨鎖瓊樓 (1947)
- 地道狀元 (1948)
- 金粉世家(上下集) (1948) ... 白秀珠
- 青衫紅淚 (1948)
- 御貓大戰錦毛鼠 (1948)
- 顛鸞倒鳳 (1948) ... 黃太太
- 打破玉籠飛彩鳳 (1948)
- 四代同堂 (1948) ... 蝶魂
- 桃花村女 (1948)
- 步步高陞 (1948)
- 歡天喜地 (1948)
- 妙想天開 (1948) ... 白碧
- 萬里長城 (1949)
- 有冤無路訴 (1949) ... 梁太太
- 寶劍明珠 (1949)
- 滿江紅 (1949) ... 阿彩
- 大鬧廣昌隆 (1949)
- 癡心女子負心郎 (1949) ... 麗麗
- 姑嫂墳 (1949)
- 董小宛 (1950) ... 孝莊文太后
- 玉女凡心 (1952)
- 花都綺夢 (1955)
- 患難真情 (1962)
- 情種 (1967)
- 有你無你 (1980)
- 撞到正 (1980)
- 公子嬌 (1981)
- 追女仔 (1981)
- 再生人 (1981)
- 難兄難弟 (1982)
- 龍少爺 (1982)
- 烈火青春 (1982)
- 殺入愛情街 (1982)
- 專撬牆腳 (1983)
- 生死決 (1983)
- 表錯七日情 (1983) ... 楊耐冬之母
- 田雞過河 (1983)
- 最佳拍檔大顯神通 (1983)
- 追鬼七雄 (1983)
- 陰陽錯 (1983) ... 張契媽
- 奇謀妙計五福星 (1983)
- 黐鬼線 (1984)
- 緣份 (1984)
- 聖誕快樂 (1984)
- 好彩撞到你 (1984)
- 三十處男 (1984)
- 愛神一號 (1985)
- 瘋狂遊戲 (1985)
- 錯點鴛鴦 (1985)
- 歡場 (1985)
- 龍的心 (1985)
- 歌舞昇平 (1985)
- 吉人天相 (1985)
- 哈林行動 (1986)
- 惡男 (1986)
- 皇家戰士 (1986)
- 神探朱古力 (1986)
- 奪命佳人 (1987)
- 一屋兩妻 (1987)
- 龍虎風雲 (1987)
- 七年之癢 (1987)
- 呷醋大丈夫 (1987)
- 表哥到 (1987)
- 南北媽打 (1988)
- 長短腳之戀 (1988) ... 阿婆
- 婚外情 (1988)
- 八星報喜 (1988)
- 公子多情 (1988)
- 單身貴族 (1989)主角張學友之祖母
- Vampire Raiders: Ninja Queen (1989)
- 開心巨無霸 (1989) ... 麥母
- 一世好命 (1991)
- 葡京大劫案 (1992)

### 劇集作品

#### 電視劇（麗的呼聲）
- 粵劇樂府
- 麗的歌壇

#### 電視劇（無綫電視）
- 1976年：迫上梁山 飾 楊志之母
- 1979年：不是冤家不聚頭
- 1980年：外母駕到
- 1980年：山水有相逢
- 1980年：輪流傳
- 1980年：男人之家 飾 垃圾婆
- 1981年－1986年：《香港81》至《香港86》劇集系列 飾 六婆（垃圾婆）
- 1984年：家有嬌妻
- 1984年：天師執位
- 1985年：新紮師兄續集 飾 張竟成之母
- 1986年：赤腳紳士

#### 電視劇（亞洲電視）
- 1992年：今裝戲寶之阿蘭嫁阿瑞 飾 媒　人（電視電影）

## 外部連結
- 鄭孟霞在互联网电影资料库（IMDb）上的資料（英文）
- 鄭孟霞在香港影庫上的簡介
- 唐晶（女兒）在香港影庫上的簡介